# Pristimantis dorsopictus
Pristimantis dorsopictus är en groddjursart som först beskrevs av Juan A. Rivero och Marco Antonio Serna 1988.  Pristimantis dorsopictus ingår i släktet Pristimantis och familjen Strabomantidae. IUCN kategoriserar arten globalt som starkt hotad. Inga underarter finns listade i Catalogue of Life.